# Noura rêve
Pour plus de détails, voir Fiche technique et Distribution.
Noura rêve est un film dramatique franco-belgo-tunisien réalisé par Hinde Boujemaa et sorti en 2019.
Lors des Journées cinématographiques de Carthage 2019, il remporte le Tanit d'or et le Tanit de la meilleure interprétation féminine pour Hend Sabri.

## Synopsis
Une mère, Noura (incarnée par Hend Sabri), est confrontée à des difficultés financières pour répondre au besoin de sa famille, alors que son époux, délinquant récidiviste, est en prison. Elle travaille dans un hôpital et élève tant bien que mal ses trois enfants. Elle rêve de jours meilleurs, avec son amant, et entame une procédure de divorce. Mais lorsque son mari bénéficie d'une libération anticipée, la peur s'installe : l'adultère est, en Tunisie, passible de cinq ans de prison,.

## Fiche technique
- Titre original : Noura rêve
- Réalisation : Hinde Boujemaa
- Scénario : Hinde Boujemaa et Laurent Brandenbourger
- Décors : Rauf Helioui
- Costumes : Salah Barka
- Photographie : Martin Rit
- Montage : Nicolas Rumpl
- Musique :
- Producteur : Imed Marzouk
  - Coproducteur : François d'Artemare et Tatjana Kozar
- Société de production : Propaganda Production, Les Films de l'Après-midi et Eklektik Productions
- Société de distribution : Hakka Distribution et Paname Distribution
- Pays d'origine :  Tunisie,  Belgique et  France
- Langue originale : arabe
- Format : couleur
- Genre : film dramatique
- Durée : 90 minutes
- Dates de sortie :
  - Espagne : septembre 2019 (Saint-Sébastien)
  - Belgique : 2 octobre 2019 (Namur)
  - France : 
    - 18 octobre 2019 (Bordeaux)
    - 13 novembre 2019 (en salles)

  - Tunisie :
    - 29 octobre 2019 (Carthage)
    - 27 novembre 2019 (en salles)

## Distribution
- Hend Sabri : Noura
- Lotfi Abdelli : Sofiane
- Hakim Boumsaoudi : Lassaad
- Imen Cherif : Yoser
- Seifeddine Dhrif : Mahmoud
- Jamel Sassi : Hamdi

## Récompenses et distinctions
- Tanit d'or des Journées cinématographiques de Carthage 2019[3],[4]
- Grand prix du Festival international du film indépendant de Bordeaux[5]
- Tanit de la meilleure interprétation féminine (Hend Sabri) des Journées cinématographiques de Carthage 2019[6]
- Nomination au Festival international du film de Toronto[7]
- Compétition au Festival international du film de Saint-Sébastien[8]
- Compétition au Festival du film d'El Gouna en Égypte dans la section « longs métrages de fiction »[9]